# Grue moine
Grus monacha
Espèce
Statut de conservation UICN

 VU B2ab(i,ii,iii,v) : Vulnérable
Statut CITES
La Grue moine (Grus monacha) est un grand échassier de la famille des gruidés.

## Habitat et répartition

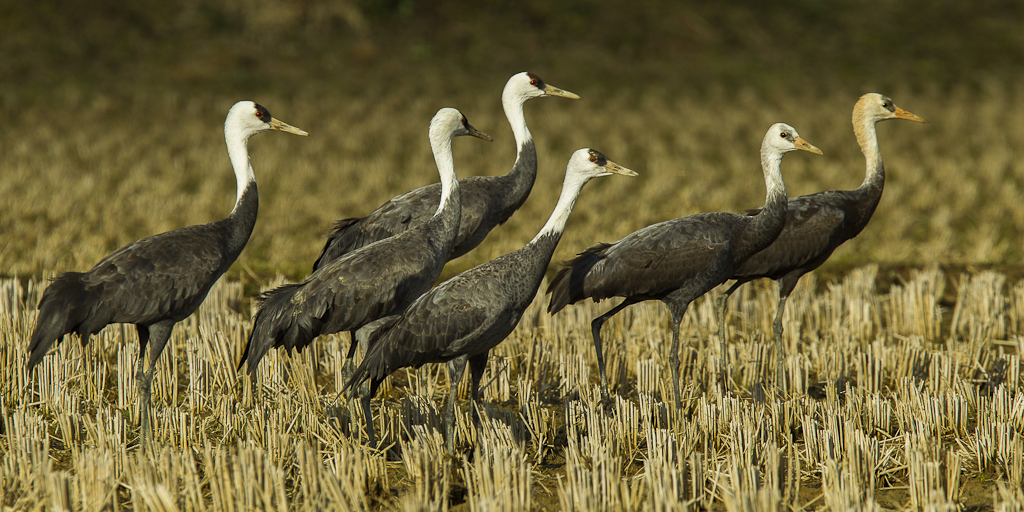

Elle vit dans le sud de la Sibérie et le nord de la Manchourie.

## Mensurations
Elle mesure 91 - 100 cm pour environ 4 kg et une envergure de 170 cm.

## Alimentation
Elle se nourrit entre autres de baies, d'insectes et de plantes aquatiques.